# Hnoss
|  | Dieser Artikel oder Abschnitt wurde wegen inhaltlicher Mängel auf der Qualitätssicherungsseite des Projekts Germanen eingetragen. Dies geschieht, um die Qualität der Artikel aus diesem Themengebiet auf ein akzeptables Niveau zu bringen. Bitte hilf mit, die Mängel dieses Artikels zu beseitigen, und beteilige dich an der Diskussion! |

Hnoss ist eine Figur aus der nordischen Mythologie. Ihr Name ist altnordisch und bedeutet „Kostbarkeit, Kleinod“. Sie wird in der Gylfaginning und in der Skáldskaparmál erwähnt.
Sie ist die Tochter von Freya und Óðr. Nach dem altisländischen Dichter Snorri Sturluson ist Hnoss so schön, dass nach ihrem Namen alles genannt ist, was schön und kostbar ist.